# Castelnau-Durban
Pour les articles homonymes, voir Castelnau et Durban (homonymie).
Castelnau-Durban est une commune française située dans le centre du département de l'Ariège, en région Occitanie. Sur le plan historique et culturel, la commune fait partie du Couserans, pays aux racines gasconnes structuré par le cours du Salat.
Exposée à un climat océanique altéré, elle est drainée par l'Artillac et par divers autres petits cours d'eau. Incluse dans le parc naturel régional des Pyrénées ariégeoises, la commune possède un patrimoine naturel remarquable composé de cinq zones naturelles d'intérêt écologique, faunistique et floristique.
Castelnau-Durban est une commune rurale qui compte 458 habitants en 2022, après avoir connu un pic de population de 1 618 habitants en 1846. Elle fait partie de l'aire d'attraction de Saint-Girons. Ses habitants sont appelés les Castelnau-Durbannais ou Castelnau-Durbannaises.

## Géographie

### Localisation
- 1Carte dynamique
- 2Carte OpenStreetMap
- 3Carte topographique
- 4Carte avec les communes environnantes

La commune de Castelnau-Durban se trouve dans le département de l'Ariège, en région Occitanie.
Elle se situe à 22 km à vol d'oiseau de Foix, préfecture du département, à 16 km de Saint-Girons, sous-préfecture, et à 7 km de La Bastide-de-Sérou, bureau centralisateur du canton du Couserans Est dont dépend la commune depuis 2015 pour les élections départementales.
La commune fait en outre partie du bassin de vie de Saint-Girons.
Les communes les plus proches sont : 
Durban-sur-Arize (2,1 km), Montseron (2,4 km), Esplas-de-Sérou (4,0 km), Allières (4,4 km), Rimont (4,8 km), Larbont (5,0 km), Sentenac-de-Sérou (5,1 km), Clermont (5,4 km).
Sur le plan historique et culturel, Castelnau-Durban fait partie du Couserans, pays aux racines gasconnes structuré par le cours du Salat (affluent de la Garonne), que rien ne prédisposait à rejoindre les anciennes dépendances du comté de Foix.
Castelnau-Durban est limitrophe de cinq autres communes.
Les communes limitrophes sont La Bastide-de-Sérou, Durban-sur-Arize, Esplas-de-Sérou, Montseron et Rimont.
| Montseron | Durban-sur-Arize | La Bastide-de-Sérou |
| Rimont    | Castelnau-Durban |                     |
|           |                  | Esplas-de-Sérou     |

### Géologie et relief
La commune est située dans les Pyrénées, une chaîne montagneuse jeune, érigée durant l'ère tertiaire (il y a 40 millions d'années environ), en même temps que les Alpes. Les terrains affleurants sur le territoire communal sont constitués de roches sédimentaires datant pour certaines du Mésozoïque, anciennement appelé Ère secondaire, qui s'étend de −252,2 à −66,0 Ma, et pour d'autres du Paléozoïque, une ère géologique qui s'étend de −541 à −252,2 Ma (millions d'années). La structure détaillée des couches affleurantes est décrite dans la feuille « n°1074 - Saint-Girons » de la carte géologique harmonisée au 1/50 000ème du département de l'Ariège, et sa notice associée.
La superficie cadastrale de la commune publiée par l’Insee, qui sert de références dans toutes les statistiques, est de 13,18 km2,. La superficie géographique, issue de la BD Topo, composante du Référentiel à grande échelle produit par l'IGN, est quant à elle de 13,15 km2. Son relief est particulièrement découpé puisque la dénivelée maximale atteint 570 mètres. L'altitude du territoire varie entre 361 m et 931 m.

### Hydrographie

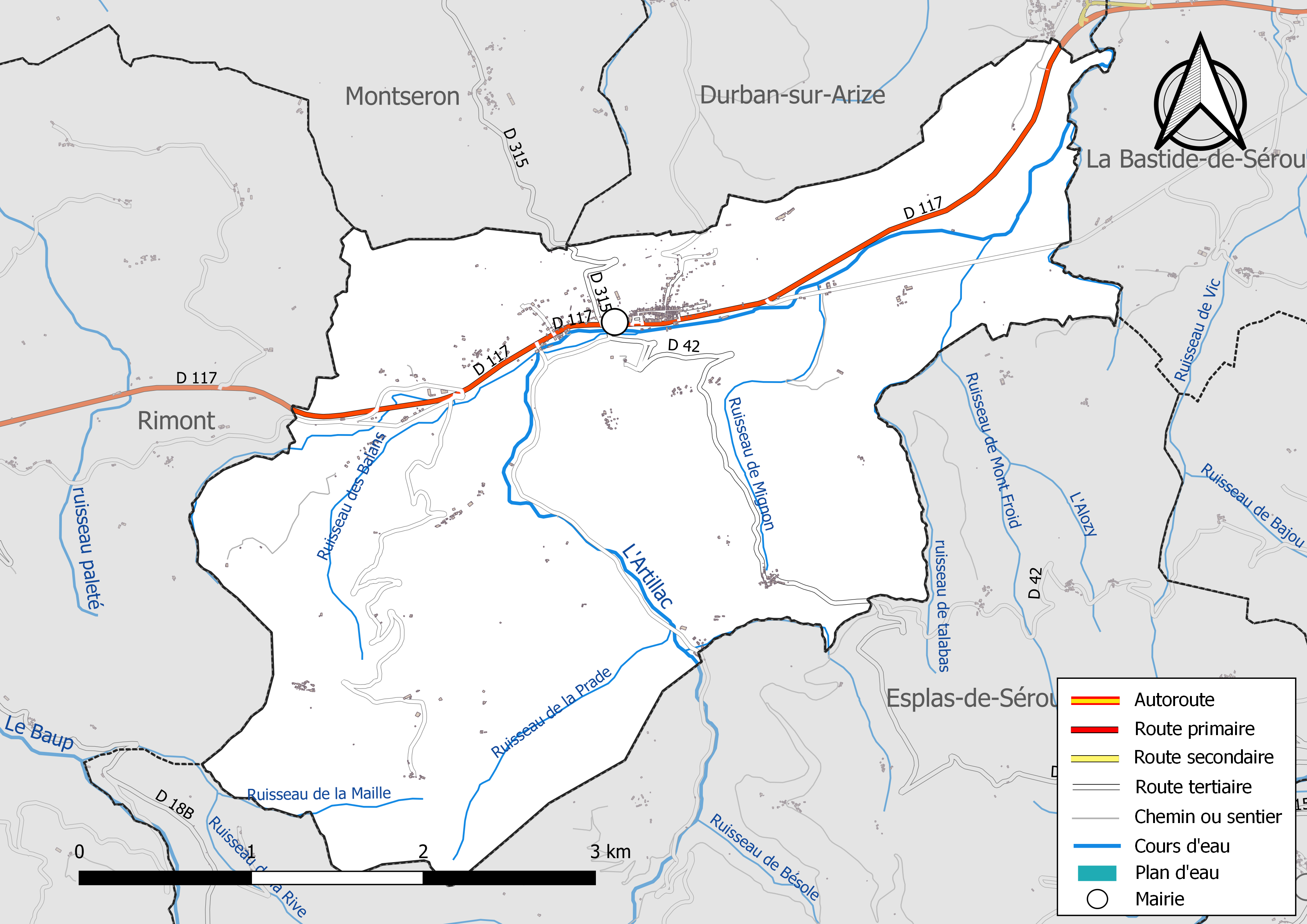
Réseaux hydrographique et routier de Castelnau-Durban.

La commune est dans le bassin versant de la Garonne, au sein du bassin hydrographique Adour-Garonne. Elle est drainée par l'Artillac, un bras de l'Artillac, le ruisseau de la Maille, le ruisseau de la Prade, le ruisseau de Mignon, le ruisseau de Mont Froid, le ruisseau des Balans, le ruisseau de talabas et par divers petits cours d'eau, constituant un réseau hydrographique de 21 km de longueur totale,.
L'Artillac, d'une longueur totale de 14,13 km, prend sa source dans la commune d'Esplas-de-Sérou et s'écoule du sud vers le nord. Il traverse la commune et se jette dans l'Arize à La Bastide-de-Sérou, après avoir traversé 4 communes.

### Climat
Pour des articles plus généraux, voir Climat de l'Occitanie et Climat de l'Ariège.
En 2010, le climat de la commune est de type climat océanique altéré, selon une étude s'appuyant sur une série de données couvrant la période 1971-2000. En 2020, Météo-France publie une typologie des climats de la France métropolitaine dans laquelle la commune est exposée à un climat de montagne et est dans la région climatique Pyrénées centrales, caractérisée par une pluviométrie annuelle de 1 000 à 1 200 mm.
Pour la période 1971-2000, la température annuelle moyenne est de 11,9 °C, avec une amplitude thermique annuelle de 15,3 °C. Le cumul annuel moyen de précipitations est de 926 mm, avec 10,1 jours de précipitations en janvier et 6,6 jours en juillet. Pour la période 1991-2020, la température moyenne annuelle observée sur la station météorologique la plus proche, située sur la commune de La Bastide-de-Sérou à 7 km à vol d'oiseau, est de 11,9 °C et le cumul annuel moyen de précipitations est de 1 091,0 mm,. Pour l'avenir, les paramètres climatiques de la commune estimés pour 2050 selon différents scénarios d'émission de gaz à effet de serre sont consultables sur un site dédié publié par Météo-France en novembre 2022.

### Milieux naturels et biodiversité

#### Espaces protégés
La protection réglementaire est le mode d’intervention le plus fort pour préserver des espaces naturels remarquables et leur biodiversité associée,.
La commune fait partie du parc naturel régional des Pyrénées ariégeoises, créé en 2009 et d'une superficie de 245 973 ha, qui s'étend sur 138 communes du département. Ce territoire unit les plus hauts sommets aux frontières de l’Andorre et de l’Espagne (la Pique d'Estats, le mont Valier, etc) et les plus hautes vallées des avants-monts, jusqu’aux plissements du Plantaurel.

#### Zones naturelles d'intérêt écologique, faunistique et floristique
L’inventaire des zones naturelles d'intérêt écologique, faunistique et floristique (ZNIEFF) a pour objectif de réaliser une couverture des zones les plus intéressantes sur le plan écologique, essentiellement dans la perspective d’améliorer la connaissance du patrimoine naturel national et de fournir aux différents décideurs un outil d’aide à la prise en compte de l’environnement dans l’aménagement du territoire.
Trois ZNIEFF de type 1 sont recensées sur la commune :
- l'« Arize et affluents en aval de Cadarcet » (379 ha), couvrant 21 communes dont 18 dans l'Ariège et 3 dans la Haute-Garonne[28] ;
- les « collines de l'ouest du Séronais, du Mas-d'Azil à Saint-Lizier » (7 543 ha), couvrant 11 communes du département[29],
- le « massif de l'Arize, versant nord » (12 354 ha), couvrant 23 communes du département[30] ;

et deux ZNIEFF de type 2, : 
- les « coteaux de l'est du Saint-Gironnais » (15 037 ha), couvrant 18 communes du département[31] ;
- le « massif de l'Arize » (42 110 ha), couvrant 40 communes du département[32].

Carte des ZNIEFF de type 1 et 2 à Castelnau-Durban.
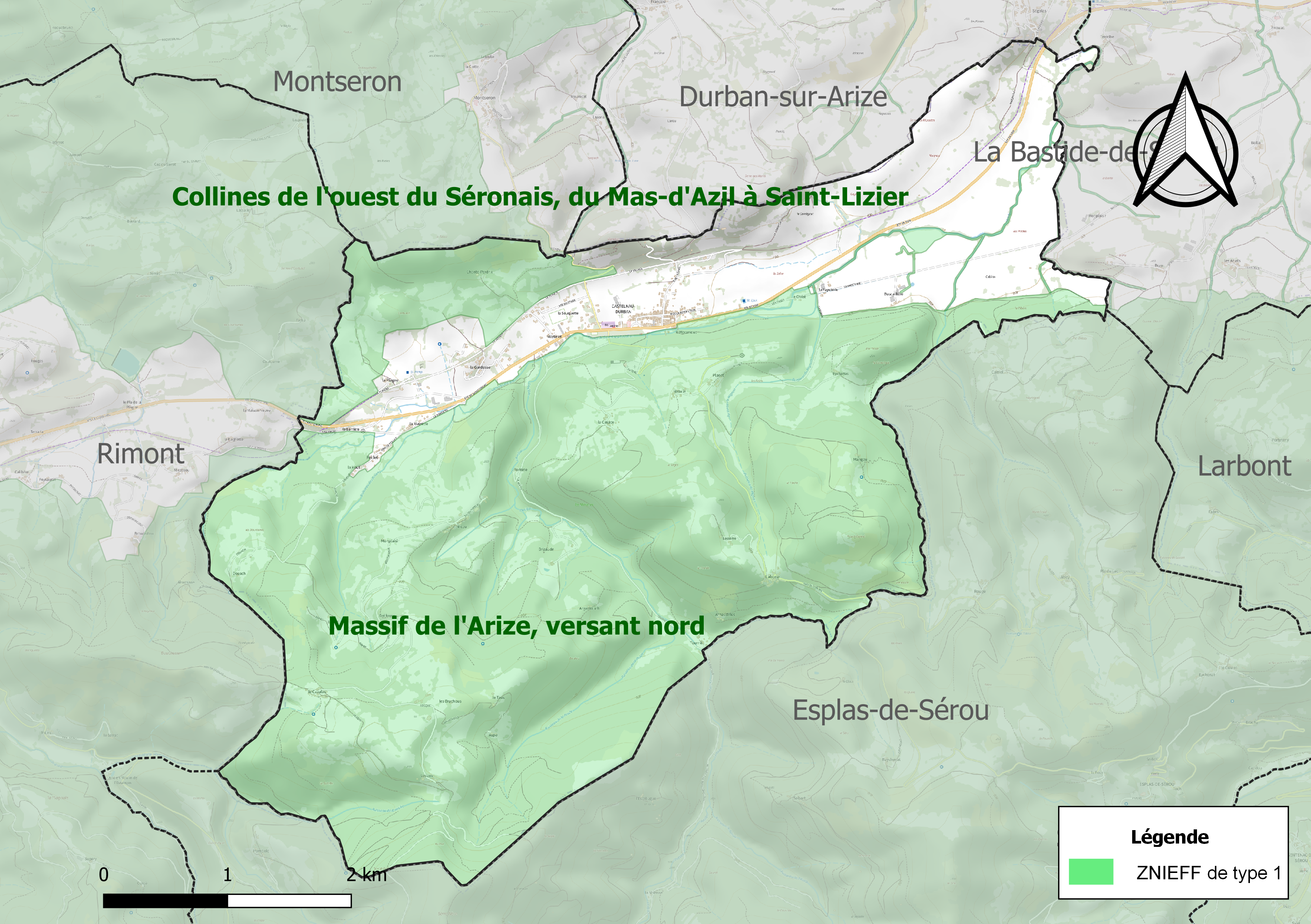
Carte des ZNIEFF de type 1 sur la commune.
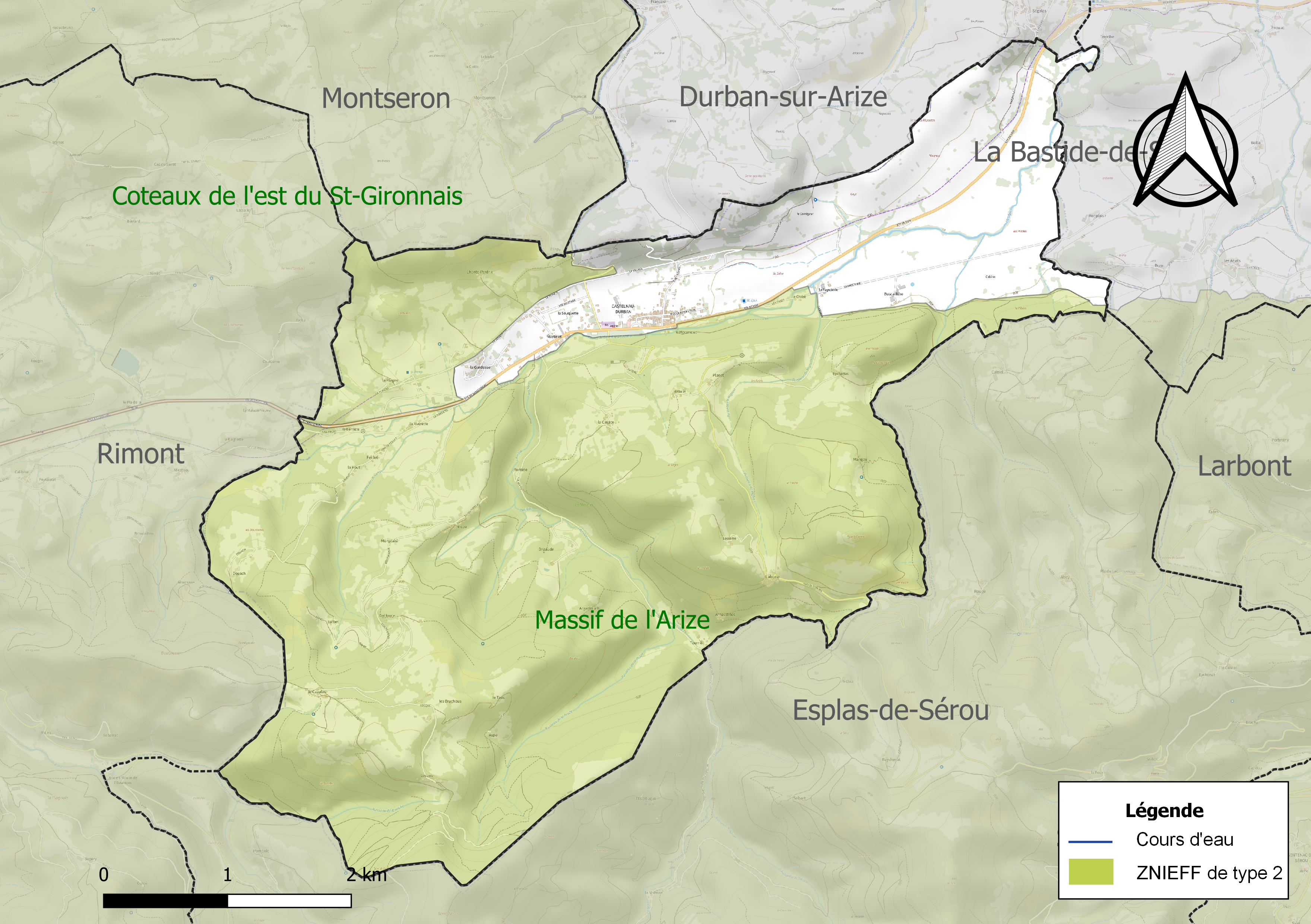
Carte des ZNIEFF de type 2 sur la commune.

## Urbanisme

### Typologie
Au 1er janvier 2024, Castelnau-Durban est catégorisée commune rurale à habitat dispersé, selon la nouvelle grille communale de densité à 7 niveaux définie par l'Insee en 2022.
Elle est située hors unité urbaine. Par ailleurs la commune fait partie de l'aire d'attraction de Saint-Girons, dont elle est une commune de la couronne,. Cette aire, qui regroupe 70 communes, est catégorisée dans les aires de moins de 50 000 habitants,.

### Occupation des sols

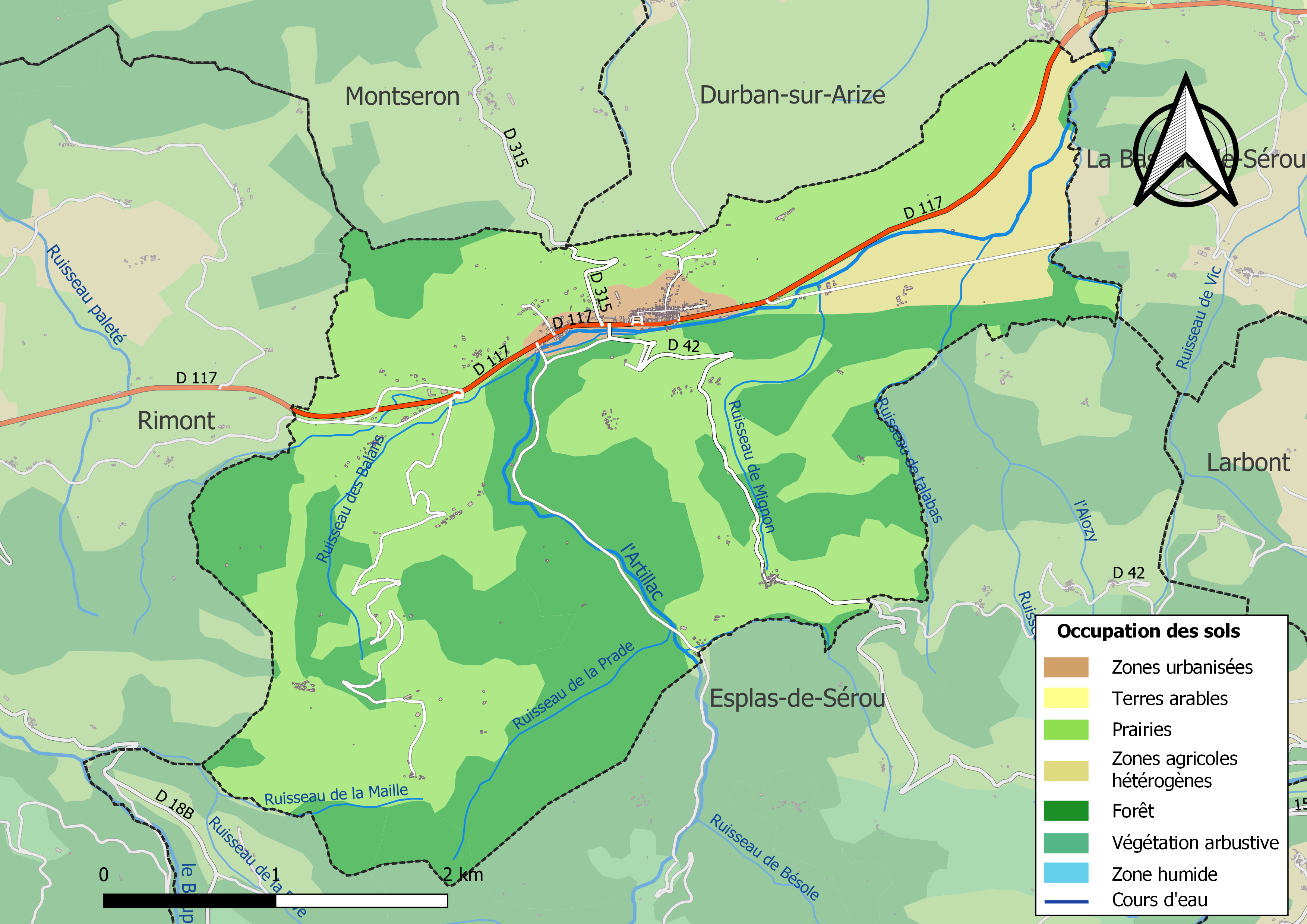
Carte des infrastructures et de l'occupation des sols de la commune en 2018 (CLC).

L'occupation des sols de la commune, telle qu'elle ressort de la base de données européenne d’occupation biophysique des sols Corine Land Cover (CLC), est marquée par l'importance des territoires agricoles (57,7 % en 2018), en augmentation par rapport à 1990 (48,4 %). La répartition détaillée en 2018 est la suivante : 
prairies (50,3 %), forêts (39,7 %), zones agricoles hétérogènes (7,4 %), zones urbanisées (2,6 %). L'évolution de l’occupation des sols de la commune et de ses infrastructures peut être observée sur les différentes représentations cartographiques du territoire : la carte de Cassini (XVIIIe siècle), la carte d'état-major (1820-1866) et les cartes ou photos aériennes de l'IGN pour la période actuelle (1950 à aujourd'hui).

### Habitat et logement
En 2018, le nombre total de logements dans la commune était de 356, alors qu'il était de 358 en 2013 et de 337 en 2008.
Parmi ces logements, 65,7 % étaient des résidences principales, 17,1 % des résidences secondaires et 17,1 % des logements vacants. Ces logements étaient pour 92,1 % d'entre eux des maisons individuelles et pour 7,3 % des appartements.
Le tableau ci-dessous présente la typologie des logements à Castelnau-Durban en 2018 en comparaison avec celle de l'Ariège et de la France entière. Une caractéristique marquante du parc de logements est ainsi une proportion de résidences secondaires et logements occasionnels (17,1 %) inférieure à celle du département (24,6 %) mais supérieure à celle de la France entière (9,7 %). Concernant le statut d'occupation de ces logements, 74,8 % des habitants de la commune sont propriétaires de leur logement (72,7 % en 2013), contre 66,3 % pour l'Ariège et 57,5 % pour la France entière.
| Typologie                                               | Castelnau-Durban | Ariège | France entière |
| ------------------------------------------------------- | ---------------- | ------ | -------------- |
| Résidences principales (en %)                           | 65,7             | 65,7   | 82,1           |
| Résidences secondaires et logements occasionnels (en %) | 17,1             | 24,6   | 9,7            |
| Logements vacants (en %)                                | 17,1             | 9,7    | 8,2            |

### Voies de communication et accès
La route départementale 117 traverse la commune et le bourg. La voie verte de Foix à Saint-Girons pour piétons et cyclistes emprunte l'ancienne voie ferrée et même le tunnel éclairé situé sur la commune.

### Risques majeurs
Le territoire de la commune de Castelnau-Durban est vulnérable à différents aléas naturels : inondations, climatiques (grand froid ou canicule), feux de forêts, mouvements de terrains et séisme (sismicité modérée). Il est également exposé à un risque technologique,  le transport de matières dangereuses, et à un risque particulier, le risque radon,.

#### Risques naturels

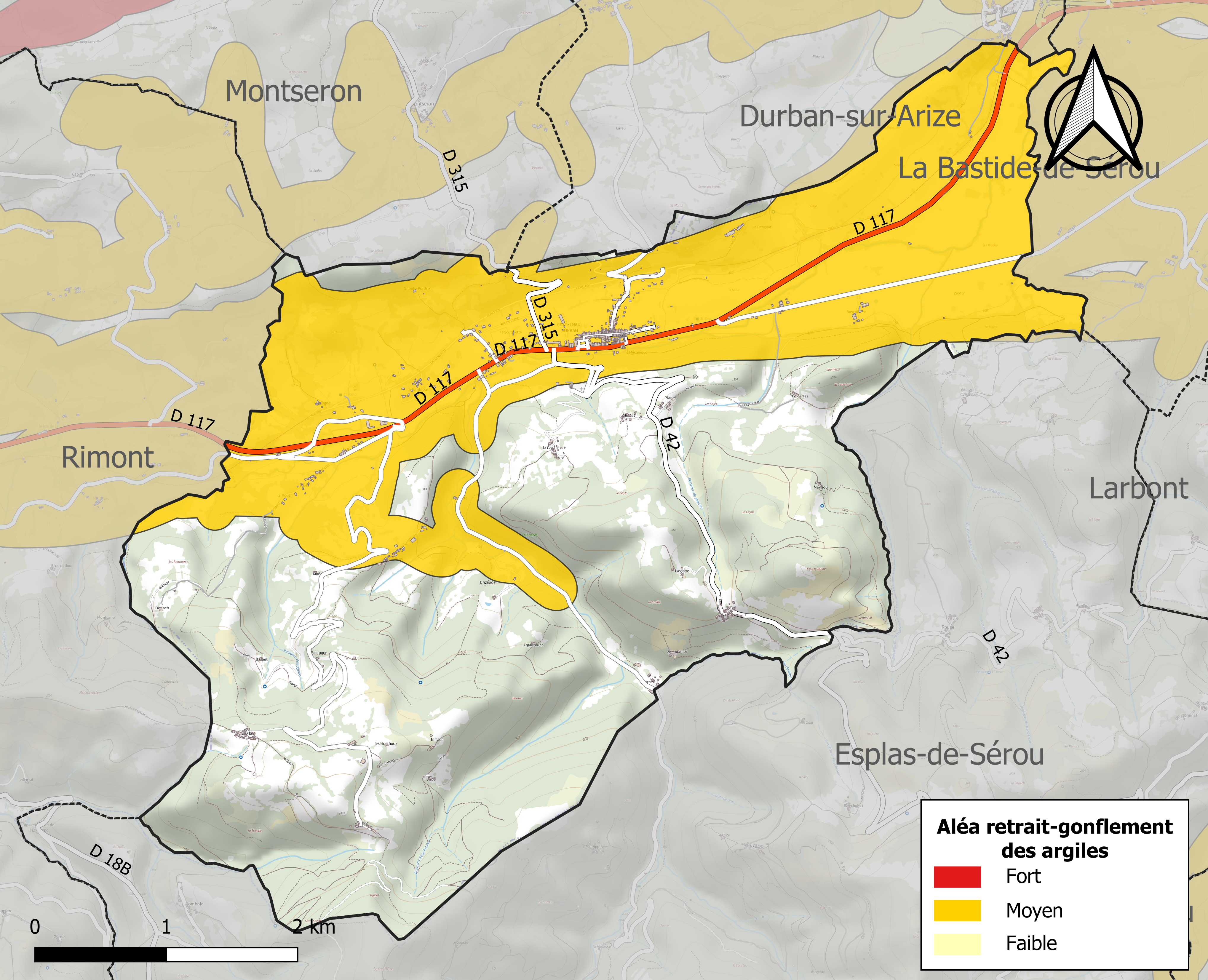
Zonage de l'aléa retrait-gonflement des argiles sur la commune de Castelnau-Durban.

Certaines parties du territoire communal sont susceptibles d’être affectées par le risque d’inondation par débordement, crue torrentielle d'un cours d'eau, ou ruissellement d'un versant.
Les mouvements de terrains susceptibles de se produire sur la commune sont soit des chutes de blocs, soit des glissements de terrains, soit des effondrements liés à des cavités souterraines, soit des mouvements liés au retrait-gonflement des argiles. Près de 50 % de la superficie du département est concernée par l'aléa retrait-gonflement des argiles, dont la commune de Castelnau-Durban. L'inventaire national des cavités souterraines permet par ailleurs de localiser celles situées sur la commune.

#### Risques technologiques
Le risque de transport de matières dangereuses par une infrastructure routière ou ferroviaire ou par une canalisation de transport de gaz concerne la commune. Un accident se produisant sur une telle infrastructure est en effet susceptible d’avoir des effets graves au bâti ou aux personnes jusqu’à 350 m, selon la nature du matériau transporté. Des dispositions d’urbanisme peuvent être préconisées en conséquence.

#### Risque particulier
Dans plusieurs parties du territoire national, le radon, accumulé dans certains logements ou autres locaux, peut constituer une source significative d’exposition de la population aux rayonnements ionisants. Toutes les communes du département sont concernées par le risque radon à un niveau plus ou moins élevé. Selon la classification de 2018, la commune de Castelnau-Durban est classée en zone 2, à savoir zone à potentiel radon faible mais sur lesquelles des facteurs géologiques particuliers peuvent faciliter le transfert du radon vers les bâtiments.

## Toponymie
Le nom de Durban peut être issu du gaulois duro ou du latin dūrum « fortification » avec le gaulois *banno, « corne, pointe ».

## Histoire

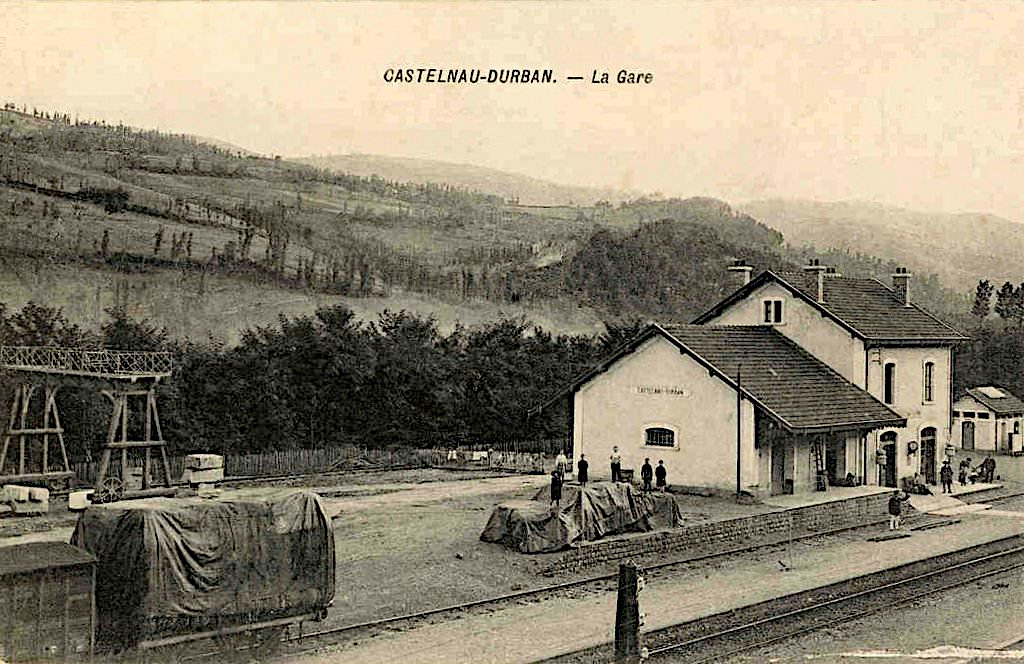
La gare de Castelnau-Durban au début du XXe siècle

Dès 1292, une charte de coutumes est accordée aux habitants installés dans cette vallée riche, bien exposée et d'accès facile.
Appelée « Castelnau de Durban » jusqu’à la Révolution, la communauté passa de main en main du XIIe siècle au XVIIIe siècle. Par ordonnance du 2 août 1826, la commune de Cert et celle de Castelnau-Durban deviennent Castelnau-Durban.
La communauté va se développer jusqu’à atteindre 1 500 habitants au milieu du XVIIIe siècle grâce à la paix dans le royaume, aux progrès de l'agriculture et à l'amélioration des routes, prometteuses d'échanges symbolisés par les foires.
En 1760, le roi Louis XV autorise l'établissement de foires par une charte dont l'original est conservé aux archives départementales. On peut en voir la reproduction dans le poids public, restauré sur la place de l'église. Les photos qui l’accompagnent témoignent de leur importance. Chaque 3e samedi du mois, pendant près de 200 ans, les bestiaux occupèrent dans sa quasi-totalité de « lou camp de l’aigo », aujourd’hui la Promenade.
Au XIXe siècle, la poussée démographique, les diverses épidémies dont le choléra, l'appauvrissement général du pays entraînent une émigration importante.
Cependant, vers les années 1900, on compte encore près de 1 000 habitants. Les entreprises liées au bois, aux mines, aux carrières de marbre emploient des Espagnols, des Italiens, des Portugais qui seront suivis des opposants à l’Espagne franquiste.
La halle fut détruite pour laisser passer les blocs de marbre acheminés par les chariots vers la gare.
Au XXe siècle, Castelnau-Durban reste le symbole de la libération définitive de l’Ariège avec la capitulation d’une colonne allemande forte de près de 1 600 hommes, reddition sans condition cosignée au Hameau de Ségalas entre autres par le commandant Aube, futur général Marcel Bigeard.
Après la prise de Foix le 19 août 1944, la bataille de Prayols contre cette colonne allemande motorisée venant de la Haute-Ariège, le 20 ; la prise de Saint-Girons, le même jour et le 21 août, l’obstacle de Rimont qui vaut à ce bourg d’être incendié, l’Ariège se débarrasse de la présence de l'armée allemande à Castelnau-Durban le 22 août 1944.
Toutes les forces résistantes de l'Ariège, renforcées par celles de départements voisins, stoppent la marche forcée des Allemands ou « Mongols » (cette troupe comprenait le 1er Bataillon de la Légion du Turkestan) vers Foix : le département est ainsi libéré après de rudes combats qui firent des victimes civiles et « combattantes », sans la présence d'armée régulière spécifique.
Ouverte en 1903, la ligne ferroviaire de Foix à Saint-Girons sera fermée en 1955. Une voie verte valorisera l'ancienne emprise de la voie ferrée vers 2010.

## Politique et administration

### Découpage territorial
La commune de Castelnau-Durban est membre de la communauté de communes Couserans-Pyrénées, un établissement public de coopération intercommunale (EPCI) à fiscalité propre créé le 18 novembre 2016 dont le siège est à Saint-Lizier. Ce dernier est par ailleurs membre d'autres groupements intercommunaux.
Sur le plan administratif, elle est rattachée à l'arrondissement de Saint-Girons, au département de l'Ariège, en tant que circonscription administrative de l'État, et à la région Occitanie.
Sur le plan électoral, elle dépend du canton du Couserans Est pour l'élection des conseillers départementaux, depuis le redécoupage cantonal de 2014 entré en vigueur en 2015, et de la deuxième circonscription de l'Ariège  pour les élections législatives, depuis le redécoupage électoral de 1986.

### Administration municipale
Le nombre d'habitants au recensement de 2017 étant compris entre 100 et 499, le nombre de membres du conseil municipal pour l'élection de 2020 est de onze,.

### Liste des maires
| Période                                  | Période  | Identité              | Étiquette | Qualité            |
| ---------------------------------------- | -------- | --------------------- | --------- | ------------------ |
| 1904                                     | 1932     | François Sans         |           | Notaire            |
|                                          |          |                       |           |                    |
| avant 1988                               | ?        | Gabriel Vignes        |           |                    |
| 2001                                     | 2006     | Alain Bru             |           |                    |
| 2006                                     | 2020     | Monique Charles       |           | Retraitée          |
| 2020                                     | En cours | Marie-Pierre Eychenne |           | Employée de Banque |
| Les données manquantes sont à compléter. |          |                       |           |                    |

## Population et société

### Démographie
L'évolution du nombre d'habitants est connue à travers les recensements de la population effectués dans la commune depuis 1793. Pour les communes de moins de 10 000 habitants, une enquête de recensement portant sur toute la population est réalisée tous les cinq ans, les populations de référence des années intermédiaires étant quant à elles estimées par interpolation ou extrapolation. Pour la commune, le premier recensement exhaustif entrant dans le cadre du nouveau dispositif a été réalisé en 2008.

En 2022, la commune comptait 458 habitants, en évolution de +2,46 % par rapport à 2016 (Ariège : +1,48 %, France hors Mayotte : +2,11 %).
| 1793  | 1800  | 1806  | 1821  | 1831  | 1836  | 1841  | 1846  | 1851  |
| ----- | ----- | ----- | ----- | ----- | ----- | ----- | ----- | ----- |
| 1 159 | 1 070 | 1 145 | 1 242 | 1 602 | 1 595 | 1 595 | 1 618 | 1 592 |

| 1856  | 1861  | 1866  | 1872  | 1876  | 1881  | 1886  | 1891  | 1896  |
| ----- | ----- | ----- | ----- | ----- | ----- | ----- | ----- | ----- |
| 1 387 | 1 331 | 1 456 | 1 336 | 1 521 | 1 558 | 1 595 | 1 531 | 1 520 |

| 1901  | 1906  | 1911  | 1921  | 1926 | 1931 | 1936 | 1946 | 1954 |
| ----- | ----- | ----- | ----- | ---- | ---- | ---- | ---- | ---- |
| 1 225 | 1 180 | 1 067 | 1 009 | 924  | 906  | 907  | 704  | 634  |

| 1962 | 1968 | 1975 | 1982 | 1990 | 1999 | 2006 | 2008 | 2013 |
| ---- | ---- | ---- | ---- | ---- | ---- | ---- | ---- | ---- |
| 593  | 550  | 522  | 479  | 437  | 423  | 416  | 413  | 449  |

| 2018 | 2022 | - | - | - | - | - | - | - |
| ---- | ---- | - | - | - | - | - | - | - |
| 452  | 458  | - | - | - | - | - | - | - |

| selon la population municipale des années : | 1968 | 1975 | 1982 | 1990 | 1999 | 2006 | 2009 | 2013 |
| Rang de la commune dans le département      | 42   | 53   | 59   | 67   | 73   | 72   | 72   | 72   |
| Nombre de communes du département           | 340  | 328  | 330  | 332  | 332  | 332  | 332  | 332  |

### Enseignement
École maternelle et primaire en regroupement pédagogique intercommunal avec Rimont. Castelnau-Durban fait partie de l'académie de Toulouse.

### Activités sportives
Randonnée pédestre, cyclo-découverte, chasse, pétanque.

### Écologie et recyclage
La déchetterie intercommunale se trouve au lieudit Leychartou (RD 117).

## Économie

### Revenus
En 2018, la commune compte 218 ménages fiscaux, regroupant 425 personnes. La médiane du revenu disponible par unité de consommation est de 18 470 € (19 820 € dans le département).

### Emploi
| Division       | 2008   | 2013   | 2018   |
| -------------- | ------ | ------ | ------ |
| Commune        | 11,9 % | 11,8 % | 14 %   |
| Département    | 8,9 %  | 11,1 % | 11,2 % |
| France entière | 8,3 %  | 10 %   | 10 %   |

En 2018, la population âgée de 15 à 64 ans s'élève à 258 personnes, parmi lesquelles on compte 77,5 % d'actifs (63,6 % ayant un emploi et 14 % de chômeurs) et 22,5 % d'inactifs,. Depuis 2008, le taux de chômage communal (au sens du recensement) des 15-64 ans est supérieur à celui de la France et du département.
La commune fait partie de la couronne de l'aire d'attraction de Saint-Girons, du fait qu'au moins 15 % des actifs travaillent dans le pôle,. Elle compte 110 emplois en 2018, contre 111 en 2013 et 127 en 2008. Le nombre d'actifs ayant un emploi résidant dans la commune est de 169, soit un indicateur de concentration d'emploi de 65 % et un taux d'activité parmi les 15 ans ou plus de 52,7 %.
Sur ces 169 actifs de 15 ans ou plus ayant un emploi, 51 travaillent dans la commune, soit 30 % des habitants. Pour se rendre au travail, 83,4 % des habitants utilisent un véhicule personnel ou de fonction à quatre roues, 1,2 % les transports en commun, 4,2 % s'y rendent en deux-roues, à vélo ou à pied et 11,2 % n'ont pas besoin de transport (travail au domicile).

### Activités hors agriculture
35 établissements sont implantés  à Castelnau-Durban au 31 décembre 2019. Le tableau ci-dessous en détaille le nombre par secteur d'activité et compare les ratios avec ceux du département,.
| Secteur d'activité                                                                                        | Commune | Commune | Département |
| Secteur d'activité                                                                                        | Nombre  | %       | %           |
| --- | ------- | ------- | ----------- |
| Ensemble                                                                                                  | 35      |         |             |
| Industrie manufacturière, industries extractives et autres                                                | 4       | 11,4 %  | (12,9 %)    |
| Construction                                                                                              | 8       | 22,9 %  | (14,2 %)    |
| Commerce de gros et de détail, transports, hébergement et restauration                                    | 6       | 17,1 %  | (27,5 %)    |
| Information et communication                                                                              | 3       | 8,6 %   | (1,8 %)     |
| Activités immobilières                                                                                    | 2       | 5,7 %   | (4,2 %)     |
| Activités spécialisées, scientifiques et techniques et activités de services administratifs et de soutien | 6       | 17,1 %  | (13,2 %)    |
| Administration publique, enseignement, santé humaine et action sociale                                    | 4       | 11,4 %  | (14,4 %)    |
| Autres activités de services                                                                              | 2       | 5,7 %   | (8,8 %)     |

Le secteur de la construction est prépondérant sur la commune puisqu'il représente 22,9 % du nombre total d'établissements de la commune (8 sur les 35 entreprises implantées  à Castelnau-Durban), contre 14,2 % au niveau départemental.
Sur la commune, il y a l'entreprise Gabarre pour les réseaux électriques et de télécommunications, une entreprise de menuiserie en bois, aluminium et pvc, un restaurant, une échoppe de produits du terroir, une boulangerie et deux fermes qui proposent du fromage de vache et de chèvre.

### Agriculture
La commune fait partie de la petite région agricole dénommée « Région sous-pyrénéenne ». En 2010, l'orientation technico-économique de l'agriculture  sur la commune est l'élevage d'herbivores hors bovins, caprins et porcins.
|                                   | 1988 | 2000 | 2010 |
| --------------------------------- | ---- | ---- | ---- |
| Exploitations                     | 24   | 21   | 19   |
| Superficie agricole utilisée (ha) | 602  | 657  | 618  |

Le nombre d'exploitations agricoles en activité et ayant leur siège dans la commune est passé de 24 lors du recensement agricole de 1988 à 21 en 2000 puis à 19 en 2010, soit une baisse de 21 % en 22 ans. Le même mouvement est observé à l'échelle du département qui a perdu pendant cette période 48 % de ses exploitations. La surface agricole utilisée sur la commune a quant à elle augmenté, passant de 602 ha en 1988 à 618 ha en 2010. Parallèlement, la surface agricole utilisée moyenne par exploitation a augmenté, passant de 25 à 33 ha.

## Culture locale et patrimoine

### Lieux et monuments
- Grande promenade sous les platanes, s'y trouve L'échope des artisans et paysans du Séronais proposant des produits du terroir, gérée par les producteurs de mi-juin à fin-septembre de 10 h à 19 h.
- Église Saint-Michel de Castelnau-Durban dédiée à saint Michel archange.
- Chapelle Saint-Michel (cimetière)[61].

### Personnalités liées à la commune
- Achille Viadieu, résistant, tué en 1944 à Toulouse par la Gestapo. Une rue porte son nom du côté de Saint-Michel.
- Clovis Dedieu, résistant, ravitaille le maquis de la Crouzette. Il meurt en 1944 à Foix sous la torture de la Gestapo[62]. Une rue porte son nom au village[63].
- Léon Pales (1905-1988), paléontologue et anthropologue, à l'origine de nombreuses recherches dans les grottes de Malarnaud, dans la commune voisine de Montseron, est inhumé à Castelnau-Durban.
- Gisèle Sans, poète[64], petite-fille de François Sans, notaire puis juge et maire de Castelnau-Durban de 1904 à 1932.

## Pour approfondir